# Élénie sara
Elaenia fallax
Espèce
Statut de conservation UICN

 LC  : Préoccupation mineure
L'Élénie sara (Elaenia fallax), aussi appelée Élaène sara, est une espèce de passereau de la famille des Tyrannidae.

## Systématique
Cet oiseau est représenté par deux sous-espèces selon la classification de référence du Congrès ornithologique international (version 9.1, 2019) :
- Elaenia fallax fallax Sclater, 1861 : forêts de montagne humides de Jamaïque ;
- Elaenia fallax cherriei Cory, 1895 : forêts de montagne humides d'Hispaniola[1],[3],[4].